# 苹果公司相关争议
苹果公司是一家专门负责生产电脑及手提電話等消费类电子产品及运营在线服务的美国跨国公司。尽管该公司享有盛名，但也同时存在不少争议。苹果公司受到的诸多批评包括利用血汗工厂劳工、破坏环境、商业行为不道德，均为生产电子产品的方式所带来的后果。此外，该公司先前亦被批评打官司前，率先收集必要证据。

## 垄断及反竞争行动的指控
苹果公司曾多次被不同國家的監管機構指控垄断市場及存在反竞争行动，當中包括美國、印度、法國、英國、歐盟、俄羅斯、波蘭、荷蘭、義大利、日本及韓國。

### 便携式设备
苹果的便携式设备，无论是基于iOS的（即iPhone、iPod Touch和iPad），或是其他非基于iOS的（即iPod Classic、iPod Nano和iPod Shuffle），均被批评捆绑iTunes，让iTunes Store垄断这些设备。因此，史蒂夫·乔布斯被勒令出席有关反垄断行为的法庭聆讯，尤其是iPod和iTunes。同样，苹果公司的FairPlay及其前身专有的无损格式音频编码格式——Apple Lossless没有授权数字版权管理，导致iTunes商店、iTunes电脑端的苹果无损编码及非iTunes来源购买的内容，不被其他制造商的设备运行。2009年4月，iTunes Store上的全部音乐不设数字版权管理，然而不适用于其他内容。独立反向工程编解码器ALAC被发布。2011年，苹果公司在Apache许可证下取得ALAC的源代码。

### iTunes
因允许客户从任何成员国自由购买商品和服务，苹果公司的在线销售音乐在欧盟陷入的争议。iTunes透过客户付款明细中的发起国家信息，限制购买量，反过来迫使购买费用更高国家的消费者和其他iTunes音乐买家。2004年12月3日，英国公平贸易办事处向欧盟委员会申诉iTunes音乐商店违反欧盟自由贸易立法。苹果公司表示不相信违反欧盟法律，称被唱片公司和发行商授予的权利在法律上限制。《计算机世界》评论称，委员会的主要对象并非苹果公司，而是唱片公司和音乐版权机构。在国家合作的基础上，苹果把内容分发至各国商店时别无选择。

### Google Voice的争议
苹果一直被批评试图阻止iPhone用户使用Google Voice。谷歌的应用程序一向被iPhone阻止，苹果声称其改变iPhone的预设功能，也就是说，谷歌的语音装置、语音邮件，不会传送到iPhone的原生程序，而非藉由谷歌应用的路由，因此“毁掉”iPhone的用户体验。这引起了iPhone开发者和用户的争议，美国联邦通信委员会亦着手调查苹果不让用户由苹果在线商店安装Google Voice的决定。到2010年11月，Google Voice推出iPhone版。

### Adobe Flash和iPhone OS的反垄断争议
iOS 4.0 SDK发布后，苹果变更服务条款，禁止采用未经苹果批准的语言，编写iPhone程序。外界批评禁止使用Adobe Flash和其他iPhone程序是反竞争行为。纽约时报援引一名Adobe员工，称该政策反竞争。2010年5月3日，Ars Technica和《纽约时报》报道联邦贸易委员会和美国司法部正决定哪些机构展开反垄断调查。
2010年4月8日，约翰·格鲁伯在Daring Fireball博客发布名为《新版iPhone开发者协议禁止Adobe Flash在iPhone上使用》的文章，苹果公司随后修改了iPhone SDK许可协议的第3.3.1条款。反对苹果变更许可的声音迅速在博客和其他人身上蔓延，人们很快注意到，协议中的语言条款，也禁止MonoTouch、Lua、Unity3D等开发工具。
原本的iPhone OS 3的3.3.1条款为：
发布应用程序只能使用苹果规定的API，不得使用或调用任何公开或私有的API。
iPhone OS 4中的3.3.1条款被改成；
发布应用程序只能使用苹果规定的API，不得使用或调用任何为on公开或私有的API。应用程序起初必须以Objective-C、C、C++或执行iPhone OS Webkit的JavaScript语言编写，代码仅能用C、C++编写，Objective-C需可编译，直接链入API的文档（禁止应用程序透过中介编译、兼容层和工具链入API）。
史蒂夫·乔布斯发布了一份回应，题为《对Flash的想法》，他在此文章中专门针对Adobe公司的Flash平台发表评论，而对其他第三方开发平台和工具绝口不提。文章迅速引发外界对史蒂夫·乔布斯严厉的批评，他被许多人指责公开撒谎。乔布斯断言Flash是不开源、封闭和专用的，吸引针对开源项目的大量关注，为Adobe制作Flash的开放给开发者的指引创造优势。

### 勾结唱片公司
2015年5月，据报道美国司法部和联邦贸易委员会开始调查苹果垄断主要唱片厂牌利益，阻止他们提供靠广告支撑的免费音乐流媒体服务，为重新上线的Beats Music订阅服务吸收用户。重要的是，苹果公司据称要求唱片公司将音乐从竞争对手Spotify（降低了苹果音乐销售营收的服务）的免费增值服务中下架，并且向环球音乐集团支付了和该唱片公司在YouTube上相等的版权费，换取其歌曲从Spotify下架。

### App Store交易费用及壟斷性
App Store提供的iOS应用的内购或会员资格需要使用iTunes支付系统购买，苹果会从交易费用中抽取30%。相比信用卡公司通常收取的1-5%的利润和部分在线市场收取的1-10%，
该政策被批造成每笔交易费用高昂。
2015年7月，音乐流媒体服务Spotify向iOS订阅户发送电子邮件，要求他们取消App Store订阅，等待过期，然后登陆Spotify网站注册会员，绕过App Store收取的30%交易费用，使服务更实惠。约一年后，《Recode》报道，Spotify总法律顾问霍拉西奥·古铁雷兹致函苹果时任法律总顾问布鲁斯·休厄尔，称该苹果不准Spotify应用更新，“对Spotify及其客户造成严重损害”。出于“商业模式规则”，苹果不批准新版本，要求Spotify如果“希望使用应用横须获取新用户和销售订阅”，必须使用iTunes支付系统。古铁雷斯严厉批评这一连串的事件，写道：“最新的事件引起对美国和欧盟竞争法的严重关切，苹果继续采取令人不安的模式排除矮化Spotify在iOS上的竞争力，成为苹果音乐的对手，特别是在苹果此前针对Spotify的反竞争行为背景下。”他还将App Store的审核流程辟为“危害竞争对手的武器。”在BuzzFeed公开的回信中，布鲁斯·休厄尔表示：“我们发现问题是你们要求我们豁免适用于所有开发者的规则，把我们的服务公开诉诸谣言和部分事实陈述。”他补充道：“我们的指南平等地适用于所有应用开发者，不论他们是游戏开发商、电子书销售商、视频流媒体服务，还是数字音乐分销商；不论他们是否和苹果竞争。”他进一步声称公司推出自家的苹果音乐流媒体服务时，“没有改变我们的行为或规则”，苹果没有没有任何行为来支持反竞争主张。《天才少年报》的扎克·爱普斯坦（Zach Epstein）认为Spotify非常生气，“它不是非营利机构”，没有在其他公司服务的基础上免费开放他们的应用，并总结出一个夸张的结论：“显然苹果不应该补偿Spotify，让他们获得数千万潜在用户”。
2016年8月，Spotify开始“惩治”向苹果音乐提供独家版权的艺人，削弱他们作品在服务中的显著地位，减少提供宣传机会。2017年5月，《金融时报》报道Spotify联合其他几家公司致函欧盟，声称“某些”操作系统、应用商店和搜索引擎从“网关”和“看门人”的“特权地位”。几天后，路透社报道欧盟正在制定新的法律法规，处理大公司和小企业之间的冲突，特别是“贸易不公手段”方面。于2017年12月发出的另一封信再度指责苹果“经常滥用”自己的立场，要求监管机构介入并“确保‘公平竞争’”。
2020年6月16日，歐盟针对苹果公司的Apple Store和Apple Pay进行两项反垄断调查，称苹果公司的行为违反了合法商业竞争，這案源起自瑞典音乐流服务商Spotify向欧盟状告苹果以不公平方式限制竞争对手。欧盟竞争委员会的韦斯塔格（Margrethe Vestager）在2021年4月的一份声明中表示：“我们的初步调查结果是：苹果违反了欧盟竞争法。”2022年3月25日，歐盟通過《數碼市場法案》，針對總值達750億歐元、年銷售額達750億歐元及最少有4,500萬名每月用戶的企業，需要提供第三方支付系統、第三方搜索引擎及可以刪讓用戶刪除裝置上預設的應用程式。2022年5月2日，歐盟正式就Apple Pay技術向蘋果提反壟斷起訴。
2020年8月11日，俄羅斯聯邦反壟斷局在經過一年的調查後，認定了蘋果濫用 App Store 的主導地位，要求蘋果公司在9月30日的最後期限前解決這個問題，否則面臨罰款，蘋果表示不服決定上訴。2022年4月21日，莫斯科仲裁法院駁回蘋果上訴，批准俄羅斯聯邦反壟斷局繼續進行調查。
2020年8月13日，Epic Games向游戏《堡垒之夜》引入更新，让玩家在游戏中内购时，跳过App Store，直接向他们付款，引发苹果直接将游戏下架。Epic Games随后向美国加利福尼亚北区联邦地区法院起诉苹果，指控苹果对开发商营收抽佣30%的做法属于垄断行为。案件于2021年5月3日开庭审理，5月24日结束。2021年9月10日，主审法官伊冯·冈萨雷斯·罗杰斯颁下该案首份裁决，认定苹果不存在垄断行为，但要求苹果停止禁止开发商在应用中将用户转介到其他支付平台的做法。Epic不服判决，向美国联邦第九巡回上诉法院上诉。
2021年10月8日，日本政府啟動對蘋果的反壟斷調查，調查涵蓋雲服務、電子商務和應用程序商店以及數字廣告中的壟斷問題。
2021年12月13日，波蘭對蘋果iOS軟體隱私和個人數據處理政策展開反壟斷調查，評估是否有違反當地的公平競爭法。
2021年12月16日，英國競爭與市場管理局宣布，認定Google及蘋果存在壟斷行為，兩者對手機程式有極高掌控權，比如在作業系統 (Android、iOS)及軟體市集上(Google Play Store、App Store)存在壟斷，同時因為壟斷市佔令讓民眾難以有其他選擇，只能忍受接受手機價位攀升。
2021年12月27日，荷蘭消費者和市場管理局（ACM）指控蘋果違反了荷蘭競爭法，認為旗下 App Store 在該國存在壟斷，下令要求蘋果更改其支付政策，要求蘋果在2022年1月15日前調整政策，否則將每週罰款500萬歐元，直到金額到5000萬歐元為止。蘋果拒絕執行，因此從1月15日起被每週罰款500萬歐元，截止3月15日荷蘭已對蘋果違規行為連續第九週進行罰款，總額為4,500萬歐元。
2021年12月31日，印度競爭委員會CCI正式下令對蘋果公司在該國的商業行為進行調查，該機構初步認定蘋果違反了印度反壟斷法。監管機構指控指控蘋果濫用其在應用市場的主導地位，強迫APP開發者使用其專有的系統，收取高昂的費用。這行為不旦損害了競爭，並為其他潛在開發商和分銷商進入市場設置了障礙。

### 其他反競爭行為
2020年3月16日，法國反壟斷機構Autoritéde la Concurrence經過 8 年的調查後，認為蘋果與合作產品銷售零售商 Tech Data、Ingram Micro 協商簽訂不相互競爭協議，開出11億歐元罰單。
2021年11月26日，義大利反壟斷監管機構對谷歌及蘋果分別處以1000萬歐元的罰款，理由是兩家公司對用戶商業數據使用「侵略性行為」。

## 與製造商的合作關係及相關劳工行为

### 苹果公司与代工廠高度不平衡的业务关系
苹果在商业上的胜利，一定程度上取决于消费电子产品生产向亚洲外包。作为苹果产品和配件的主要制造商，富士康公司目前在中国雇佣140万名工人，是中国1.4亿流动人口的一份子，处在台湾高科技企业家施振荣“微笑曲线”的底层。控制着微笑的上翘边缘，品牌策划、设计、工程和市场营销、销售、对外关系分居两侧，确保提取到超级利润。苹果、富士康跟中国工人是高科技生产的利益关系者，但他们之间的关系极为不平等。苹果的实力很好地说明其具备夺取占iPhone售价非凡的58.5%，尽管事实上产品的生产完全外包。尤其值得注意的是，中国的劳力成本所占份额最小，iPhone549美元的零售价中仅占1.8%，即近10美元。降低成本是不可避免的，故实现利润最大化的压力，就放在富士康雇佣的工人身上。苹果公司和富士康共同壓榨中国工人，要求其每日工作12小时以满足需求，中国加工和组装的劳动力成本，几乎看不到苹果资产负债规模的巨大成功。其他主要部件供应商（如三星和LG）在iPhone的售价中仅占据14%以上。原材料成本刚好超过总价值的五分之一（21.9%）。富士康员工的工资，包括加班费，根据岗位，平均每小时1-2美元，仅达到农村贫困标准。每周50小时的工作量、每12小时轮班属家常便饭，生产高峰时每周工作量甚至高达闻所未闻的100小时。很少富士康员工买得起自己组装的iPad和iPhone。
另外由於富士康也屬於代工製造業的業界龍頭，在業界龍頭也要承擔低利潤、壓榨工人的運營方式之時，其他同業者也只能隨著市場選擇而被迫以類似的運營方式繼續經營，然而由於製造業的裝備投資巨大，就算去除工人薪資，工廠本身也要負擔巨大的裝備購置成本及營運成本，在低利潤、高成本的雙重壓迫之下間接導致自2015年起中國大陸出現的代工廠倒閉潮。從2007年直至2018年全球智慧型手機市場開始萎縮之時，蘋果公司的股價上升了950%，而相比之下蘋果公司的主要整機代工合作商鴻海只有11%，間接說明了雙方高度不對等的合作關係。

### 苛刻、不對等的合作條款
商業史上也有不少與蘋果公司合作最後關係破裂的例子，如AIM聯盟、蘋果與三星電子的晶片供應及代工業務、蘋果公司與Imagination Technologies的GPU技術合作供應等，多數以蘋果公司的商業合作夥伴在未做足預警措施時被蘋果公司單方面終止合作而蒙受鉅額經濟損失爲結果。究其原因之一是蘋果公司奉行排他性的商業合作關係，並據此對合作伙伴制定了極其嚴格的保密措施及苛刻的智慧財產權專用條款（這也導致了蘋果訴三星專利侵權案）。
另外，苹果的《供应商责任进展报告》表示其政策影响供应商的企业文化。供应商为其过失对苹果合作关系的影响的负责，是被重点关注的内容。苹果在最新的报告中表示，“我们的采购决策会考虑到社会责任设施的表现，以及质量、成本、交货及时等因素。社会责任方面的表现若始终达不到苹果的预期，我们将终止其业务:p.22”。苹果公司并未宣布断绝与富士康的业务关系，根据公司的既定政策，终止这些供应商的关系，不会给经济带来重大损失。

### 勞工問題及人權問題凸顯
由於代工廠的低利潤，加上中國大陸大部分的代工廠仍以人力組裝爲主，間接加劇中國的勞工權利問題乃至人權問題，因此蘋果公司也一直是勞工組織團體和人權組織團體的重點批評對象之一。2020年11月21日，根據《華盛頓郵報》報道，蘋果公司曾游說參議院國會議員反對《防止強迫維吾爾勞動法》。

#### 工作环境隐患
有内部员工表示，工人要在恶劣的工作环境下组装iPhone、iPad和其他设备。联建科技苏州工业园区厂房有49名青年男女，用有毒化学物质正己烷擦拭iPad显示屏，加快工作效率时中毒身亡。工厂为节省成本，清洁过程中没有提供良好的通风条件，导致工人神经出现问题，丧失运动功能，工作时间久了甚至出现肢体麻木，也有人抱怨不断克服使人衰弱的疲劳会引发晕厥。其中一些生病的工人最终被8到9万元人民币的款项收买，签署协议表示以后不会向苹果及其供应商索赔。2011年5月，生产iPad的富士康成都厂区爆炸，4死18伤。员工每周过度加班，甚至一度出现一周七天工作的情况，还住在拥挤的宿舍里。有员工表示站久了腿肿，直至走不起路。有童工帮忙生产苹果产品，而该公司的供应商对危险废弃物处置不当，报告和宣传存在虚假。

#### 富士康员工跳楼事件
2009年7月16日，富士康员工孙丹勇报告自己弄丢四代iPhone手机的模型后，自杀身亡。根据孙7月13日的报告，中国媒体报道其住所被富士康员工搜查，上司对其进行逼供，这种行为违反了中美法律。这一事件引起公众对苹果公司保密政策及工人工作环境的质疑。苹果公司发言人向记者表示，该公司对“该名年轻员工的悲剧性损失深感难过”。苹果与富士康的企业安全关系，自孙丹勇死亡以来，一直是持续的话题。
2009年和2010年，富士康工厂生产的iPhone、iPad和其他设备被媒体连番炮轰，生产条件被称为“白领监狱”。2009年，富士康保安殴打员工的录像流出。2010年4月，四名工人在同一间工厂自杀。2010年5月又有12名工人自杀——尽管自杀人数比中国的一般自杀案要低。苹果、惠普和其他公司表示密切跟进最新情况。为应对自杀，工人被迫签署一份具有法律约束力的文件，确保不会自杀。目前尚未清楚不遵守协议条款的员工，是否会受到制裁。

#### 学生童工遭虐待
讲求廉价和劳动力灵活的富士康，猖獗利用学生和未成年人。2010年自杀事件余波，引发富士康用工荒。河南省人民政府忙着拉拢该公司在该省设厂，谈判最终破裂。河南省开出九天的通知，让10万中职学生到深圳组装线当“实习生”，他们几乎没受过生产线培训或教育，但抗命的学生会被告知不能毕业。“实习生”已成为富士康劳力的主要组成部分，占总体的15%，高峰时期全公司范围内有18万实习生，是全球迄今为止最大的实习计划。教师进驻工厂专门负责考勤，有些实习生年仅14岁。该公司承认此行为违反中国法律。大学师生监察无良企业行动统筹主任陈慧玲、富士康和其他供应商表示，现在用实习生是“偷偷摸摸”的，为的是逃避侦查和罪责。富士康透过劳动部门雇佣实习生是“不稳定的”劳务派遣工，他们的基本福利和防护被剥夺。富士康劳动大军中的临时工进展有条不紊。美国的中国劳工观察，调查了和硕联合科技为苹果电脑和iPhone制造设备三大厂房，发现所聘请的未成人和成年工人的工作环境一样差。一万名16岁到20岁的工人，挤在生产车间里，做着跟成年人一样的任务。付出少的，工资就被拖欠。

## 质量把关及售后服务问题
丹麦消费者投诉委员会通报苹果公司iBook产品线的故障，批评公司对回应客户时的态度。有时，计算机重新启动至一定次数时，两个元件间的焊点会断裂，造成电脑崩溃，大多事件发生在苹果产品保修期内。AppleDefects.com等网站回应了苹果产品组装对产品质量把关的问题。
苹果多次被批爱摆不管多么离奇的理由，拒绝履行保修条款：2008年，苹果维修中心因周围有人抽烟的工作环境存在隐患为由，拒绝按照保修条款更换产品。而在2009年，苹果拒绝更换电池故障的产品，称外观的小磕碰不会影响机子的正常使用，而非其电池。

### 数据安全
尽管苹果产品的病毒和恶意软件很少，但2006年迈克菲的报告，发现2003-05年间，产品的脆弱性年增长率升至228%，而微软产品仅为73%。此外，每年所发现的一些显著漏洞都能透过安全更新修复。然而，公众缺乏对苹果产品安全漏洞的认识，多年来对苹果误导消费者的批评持续升温。批评人士提请人们注意苹果未能及时更新其产品的补丁。太阳计算机系统的甲骨文就是这方面的例子。太阳及时发现安全隐患，而苹果花了五个月才分发补丁，比其它公司要久，收到了专家和记者的尖锐批评。最近的一个例子是名为MacDefender、MacProtector、MacSecurity或MacGuard的OS X程序。ZDNet的微软产品博主埃德·博特估计，6到12万认为该反间谍软件合法的Mac用户安装了此程序。
总体而言，专家们承认苹果产品不太可能被黑客侵入，或感染病毒和恶意程序，但他们强调，这主要是黑客缺乏攻击苹果产品的兴趣，担心苹果不向公众采取行动，告知其处在安全漏洞的风险中。正如反病毒软件厂商ESET的安全专家大卫·哈雷所言：
|  | 任何一位认为系统很安全的计算机用户，没有考虑到安全是被社会工程剥削的主要材料。 |

根据Secunia的漏洞排名，自2007年报告安全漏洞以来，苹果已超越微软的漏洞数，2010年领先于其他任何厂家。然而排名并不代表各大厂商产品的实际安全性，仅是显示了产品漏洞的具体数目，即便是最大型、最流行的供应商，以及正在完善产品的厂商所用的显著资源。
2014年8月，黑客发现了查找我的iPhone服务的一个漏洞，从而暴力破解用户的Apple ID，访问其iCloud数据，随后衍生了好莱坞名人裸照门。苹果公司否认iCloud服务本身被用以泄露，声称iCloud账户信息的泄露是“非常有针对性的”暴力破解的结果。

### 「晶片門」事件
受到幽靈等漏洞影響，蘋果也遭受波及。由於iPhone 6s所使用的CPU是由台積電及三星等這两家公司代工，三星代工的CPU雖然在製程上較台積電小，但測試顯示在溫度上卻容易過熱以及效能及電力能耗的表現較差，因此在主要市場如香港、歐美日及臺灣開始出現不願意接受三星版本的消費者，而導致退貨潮，而且在二手/轉售市場，兩個版本出現了顯著價差。

### 「玻璃門」事件
由於蘋果總部多數設施以玻璃為隔間，且玻璃太過透明，2017年啟用以來，不斷有員工撞進玻璃門和玻璃牆，導致受到傷害。

### 阻斷Telegram更新
自2018年4月俄罗斯当局命令苹果从App Store移除Telegram後，苹果開始阻擋Telegram為全球用户的iOS系统更新应用程式，令到Telegram無法更新重要的安全补丁和错误修复，使得iPhone用户处于风险当中。

### 天线门事件
iPhone 4的用戶曾反映以握著電話的左下方時，手機對話的質素都會下降或出現斷線的情況，這被稱為「天線門」事件2010年4月有用户给苹果公司CEO史蒂夫乔布斯发电子邮件道：我很喜欢我的 iPhone 4，但是手一拿 iPhone 4 两边金属缝信号就没了，大家都一样，不只是我的手机问题，有啥解决方案吗？
乔布斯在两个钟头后回道：“你别这样拿手机就可以了。”
乔布斯的回答让网友很愤怒，这时苹果的公关称：握住任何手机都会都会影响天线表现，根据天线位置的不同，某些部位的影响会大点。所有手机都是如此。如果你在 iPhone 4 上遇到这种情况，在手持时要避免遮住左下方金属片之间的黑条，或者也可以直接用各种保护套。
然而网友并不买账，这时苹果公司又称这是软件问题，会在iOS4.0.1中修正，但当一些网友升级到这个版本再次测试发现并没有用，许多媒体纷纷对苹果公司口诛笔伐，期間甚至有有美國評審機構—「消費者報告」指出iPhone 4的硬件設計有瑕疵，故不建議消費者購買。苹果公司股价因此也应声而落。从 6 月 24 号正式发售至 7 月 15 日，苹果公司股价下跌 19.52 美元（7.2%），市值损失超过 170 亿美元。
后来，史蒂夫乔布斯召开新闻发布会表示其他公司的手机也会这样，并称会免费提供保护套。

### 地图门事件
2012年9月19日，苹果开始提供iOS6移动操作系统供用户下载更新。在新系统中，苹果用自己的地图服务取代了谷歌地图，并称地图服务是iOS6的最大亮点。但系统发布不到24小时，地图服务就成了iOS6的最大“污点”，因地理信息错误、缺乏公交路线等问题饱受批评。苹果公司CEO蒂姆·库克在9月28日向公众道歉，同时这也是负责iOS的高层人员斯科特·福斯特尔离职原因之一。

### 弯曲门事件
苹果iPhone 6手机消费者指出iPhone 6 Plus手机在未安装保护套的情况下放在裤袋里变弯曲。苹果公司指iPhone手机弯曲并非像媒体所称的那样广泛。
苹果公司发表声明说，iPhone 6和iPhone 6 Plus都拥有精密设计的封闭式一体成型机身，该机身通过对6000系列阳极电镀铝进行机械加工而成，可耐受极高力度。公司称这些手机还拥有“不锈钢和肽嵌入件以加固高应力部位，并使用了业内最强的玻璃”。而在开发周期中进行了严格测试，包括三点弯曲、压力点循环、坐压、扭曲和用户研究等。苹果声称“iPhone 6和iPhone 6 Plus达到或超过了我们的所有高质量标准，可经受日常日用的考验......正常使用的情况下，iPhone变弯是极其罕见的。”
而在iPhone 6弯曲门事件發生的幾年之後，蘋果推出的2018款和2020款iPad Pro也都發生過弯曲门事件。

### 计划报废
苹果经常被指控采用计划报废手段，增加新品销量。2015年12月，纽约州有民众集体起诉，指控iOS 9更新采用计划报废。消费者小组SumOfUs在2016年7月发出在线请愿书，指控苹果利用软件升级“破坏”设备，旨在拖慢老旧机型。2016年9月，该组织又发布请愿书，指责苹果计划在iPhone 7中淘汰标准耳机插孔，征集到30万签名。
電腦鑑識专家西蒙·史密斯表示iPhone软件“绝对”有计划报废，比如iOS 9的一项强加规则阻止旧手机应用程序访问外部网站——这是至关重要的功能。

### 舊iPhone「降速門」事件
2017年12月，不少網民透過跑分發現蘋果悄悄在對舊iPhone進行降速，而降速的原因與舊iPhone的電池有關。iPhone 6、iPhone 6s、iPhone SE的用戶，若版本更新到iOS 10.2.1以上，就會出現性能下滑的狀況；iPhone 7的版本若在iOS 11.2.0以上，手機性能也會受到影響根據手機測速工具Geekbench的報告，從iOS 10.2後加入了一項隱藏功能，會讓iPhone 6之後的手機在電池老舊時自動將處理速度降到一半以下；而iOS 11.2版後則連前一年的iPhone 7也包含在內。
蘋果於12月20日表示確實有在限制舊iPhone的性能表現，為了保護舊機不會因為電池老化而故障，但卻引起用戶不滿，用戶認為採取降低性能還延長電池使用壽命與意外關機，卻沒有告知用戶、蘋果也沒有提醒用戶可以選擇不要升級來避免被降速。12月28日，蘋果為此事致歉，并將會把保修過期的iPhone電池更換價格從79美元降至29美元，活动由2018年1月下旬开始直至2018年12月止，適用于iPhone 6或之後推出的手機。同时，會在明年釋出軟體更新改善這次的錯誤，讓用戶能夠了解電池的狀態訊息。在台湾，这一价格由新台币2590元下调到890元，在中国大陆，这一价格则由人民币608元下调至218元。。
雖然蘋果致歉，但蘋果將面臨多起消費者訴訟。据统计，截至2017年12月28日，美國各地的聯邦法院至少已經受理了8起相關訴訟，其中一起訴訟的賠償金高達9990億美金，甚至超过苹果市值。2017年12月31日，蘋果在12月28日於官方網站上發布的聲明中「自1月底開始」的文字移除。蘋果隨後對美國科技媒體發布聲明解釋，「我們原本預期需要更多時間準備，但現在很高興能立即提供客戶折價方案」，儘管「部分替換電池的初步供應可能有限」。而不少Android手機廠商也對於蘋果為舊iPhone降速的行為感到不滿。
2018年1月，蘋果執行長提姆·庫克在接受美國廣播公司（ABC）採訪時出面道歉，並表示未來會在新版iOS軟體中提供新選項，如果用戶願意承受iPhone在CPU、GPU全速運作下，可能導致意外關機的風險，那麼將可以自行選擇關閉系統降速功能。3月30日，在蘋果釋出的iOS 11.3版更新中，新增了「電池健康度」功能，該功能可顯示iPhone最大電池容量和高峰期效能容量的資訊，顯示是否已開啟效能管理功能（以動態方式管理最大效能來防止無預警關機）並包含停用此功能的選項，且建議電池是否需要維修服務。
2020年2月7日，法國政府因為「降速門」事件宣布對蘋果进行2500萬歐元（約新台幣8.25億元）的罰款。2月28日，蘋果和美國的一起集體訴訟達成和解，据路透社的報導稱，蘋果否認在此案中存在不當行為，但仍希望尋求和解，以避免長期負擔和訴訟相關的費用。按照法庭文件顯示，蘋果公司將會為受影響的iPhone用戶支付每台約25美元的賠償，但額度還會根據索賠設備的總量有所變化。與此同時，代表美國iPhone用戶在集體訴訟案中籤名的「原告」，則會獲得1500美元的賠償，出面做證的用戶則會得到3500美元。還有參與本次訴訟案的律師，也將尋求約9300萬美元的律師費，同樣會佔據賠償金額的一部分。最終，蘋果需要支付的總額最少為3.1億美元，最高不超過5億美元（約新台幣150億元）。

### 網絡綁約及破解
iPhone在目前上市的绝大部分市場上都實行與通訊商绑約销售的模式。手机在联线激活系統之前，紧急呼叫以外的所有功能都不可使用。自iPhone上市以来，即吸引众多的黑客试图解锁iPhone，以使iPhone能使用其他网络的SIM卡。2007年7月3日，即上市後第4天，知名的黑客DVD Jon即发布激活iPhone和访问内部文件系统的方法。8月底，基于硬件和软件方法的完全解锁方案先後出现。此後，蘋果公司发布的多次固件升级也先後被解锁。著名破解團隊如iPhone Dev-Team，推出Quickpwn及Pwnage令很多人容易地便可對iPhone進行越獄和解鎖。据蘋果公司2008年1月发布的销售数据估计约四分之一到三分之一所销售的iPhone被解锁後使用，而没有加入指定通訊商的计划。

### 保修条款被指误导

#### 意大利
2011年12月27日，苹果公司因为未遵守消费者守则，未妥善告知客户的两年保修期的法律权利，被意大利反垄断机构罚款90万欧元。意大利的苹果代理商仅执行一年期的标准，向客户出售增加额外一年期限的AppleCare服务。该机构以未能披露法律规定的两年质保为由处以苹果公司40万欧元罚款，以及以销售保修范围重叠的AppleCare为由处以50万欧元罚款。

#### 中国大陆
2013年3月15日，中国中央电视台的3·15晚会中，批评苹果的保修问题。该报道指出，iPhone在中国保修时总是被换上旧的后盖，可更换产品的保修期仅为90天，Macintosh和iPad的保修期均不符合中国法律。。
2013年4月1日，苹果公司首席执行官蒂姆·库克为变更保修条款的行为，向中国消费者道歉。

### iPhone12系列移除充電器而引发的争议
蘋果公司從iPhone12系列開始，已從所有新的iPhone盒中移除了EarPods和充電器，這包括iPhone 12和iPhone 12 Pro以及所有仍在販售的舊型號iPhone。據蘋果公司的聲稱，刪除這些物品將減少電子垃圾並容許使用較小的iPhone盒子，從而容許同時運輸更多裝置以減少碳足跡。雖然包裝盒當中提供了一條USB-C至Lightning電線，但跟蘋果公司先前隨裝置附帶現有的USB-A充電器不兼容。用戶仍然可以使用其現有的USB-A充電器和電線，但是必須購買單獨出售的USB-C充電器才能啟用Qi無線快速充電。蘋果公司的這個行為受到不少消費者的批評，認為這是為了環保而環保，卻剝奪了消費者的福利，而迫使消費者要用更多金錢去購買額外的充電器和耳機，也有聲音質疑這樣的做法是否真的對環保有實質的貢獻。
2020年12月，巴西圣保罗州消费者保护机构Procon-S通知苹果，认为在该国销售不带充电器的iPhone违反巴西《消费者保护法》。2021年3月22日，苹果公司因未在iPhone 12的包装盒里附送充电器，违反了巴西《消费者保护法》，在圣保罗州被处以近200万美元的罚款。除此之外，在法国销售的iPhone 12系列则附带了USB Type-C和Lightning耳机，以此符合法国当地“手机制造商必须向其设备提供免提解决方案”的法律规定。
2021年5月，北京化工大学、东华大学的学生组队将苹果公司起诉至北京互联网法院，原告认为iPhone 12 Pro Max未配备相应的充电设备涉嫌违法，因此请求判令苹果公司交付手机充电器；承担违约责任，支付违约金100元并承担诉讼费用。原告指出，在手机与充电器之间连接插头与端口未能实现广泛统一的前提下，难以实现手机和充电器分离销售。该案件仍在补充证据和书面材料阶段。

### M1芯片虚假广告宣传处罚事件
2022 年 2 月 14 日，当事人所销售的 Macbook Air 笔记本发布的商业广告声称“M1 芯片拥有我们迄今打造的最快的中央处理器”等内容，而经调查，苹果公司已于 2021年10月推出了配备 M1 Pro 和 M1 Max 芯片的 Macbook Pro，运行速度相比 M1 提升最高可达 70%，宣传内容与事实不符。2023年5月24日，苹果电子产品商贸（北京）有限公司因发布虚假广告被北京市东城区市场监督管理局责令改正上述违法行为，停止发布上述广告，在相应范围内消除影响，并处20 万元的行政处罚。而据信用中国网站行政处罚决定书显示，苹果电子产品商贸(北京)有限公司在5月11日曾被东城区市监局处罚10万元。

## 產品下架、禁售或停售、禁用事件

### 下架中国区VPN应用事件
2017年7月末，中国的苹果应用商店开始下架一些最受欢迎的外国虚拟专用网络应用程序。苹果在一份声明中指出，中国政府今年宣布，所有提供VPN的开发商均须获得政府颁发的许可证。苹果表示：“我们被要求下架中国一些不符合新规定的VPN应用。” 服务商ExpressVPN在其博客上表示，下架一事“令人震惊和遗憾”。该公司接着表示，“我们对此事感到失望，它代表着中国政府迄今为止为禁止使用VPN而采取的最为严厉的手段，看到苹果协助中国进行审查，我们感到不安。” 旗下产品包括VyprVPN在内的隐私与安全软件开发公司Golden Frog总裁森迪·约库拜提斯(Sunday Yokubaitis)说，“对苹果屈从于中国的压力，不给出任何规定VPN违法的中国法律法规便下架VPN应用，我们感到极度失望。我们视中国的互联网访问为一个人权问题，我希望苹果重视人权而非利润。”2017年11月21日，美国参议员克鲁兹（Ted Cruz）和莱希（Patrick Leahy）联名致信苹果公司执行总裁库克，质疑苹果公司下架VPN的决策。苹果公司则回应说，苹果公司在中国的存在“有助于促进更大程度的开放，推动思想和信息的自由流动”。

### 高通请求禁售多款iPhone事件
2018年12月10日，高通公司宣布，中国福州中级人民法院授予了高通针对苹果公司四家中国子公司提出的两个诉中临时禁令，涉及iPhone X在内的7款iPhone主力机型，相关产品包括iPhone 6S、iPhone 6S Plus、iPhone 7、iPhone 7 Plus、iPhone 8、iPhone 8 Plus和iPhone X，也就意味着只售iPhone XS最新产品。12月11日午后，中国证券报援引福州中院相关人士称，该专利诉讼案已于上周下发裁定书。该裁定事项属于专利禁制令范畴，只有一审，不可上诉，没有二审，该禁制令将适用于全国范围。截止目前，除了福州之外，高通还在北京、广州、江苏等地甚至是德国慕尼黑和曼海姆等国家地区起诉苹果公司。原因却在于苹果“劈腿”英特尔，停用高通芯片，并停止向高通缴纳专利费后，恼羞成怒的高通在全球各地向苹果发起了数十起专利诉讼，且大部分诉讼中要求对苹果执行销售禁令。由于这两项专利涉及手机软件部分，苹果大可对其手机软件进行修改，从而规避高通的专利，继而可以继续对华出售产品。12月14日，苹果公司回应称，将为中国大陆地区的iPhone用户发布软件更新以此解决这一问题，同时向福州中院提出复议申请。而后高通公司又表示，正在请求法院禁止iPhone XS和iPhone XR在中国大陆的销售。
2018年12月20日，高通宣布，德国慕尼黑地区法院判令苹果在德国永久禁售和禁止进口被判侵权的iPhone。苹果公司发言人表示对判决感到失望，并计划上诉。

### 销售盗版书籍爭議
2012年3月，一些中国作家要求苹果公司就涉嫌销售盗版书籍作出赔偿。他们指控苹果公司在其在线商店销售95本盗版图书，最终获赔40余万元。

### 乔布斯传记被封杀
2005年，苹果公司联合创办者、董事长兼CEO史蒂夫·乔布斯禁止苹果零售店销售由John Wiley & Sons出版的所有书籍，以此抗议该书商发行未经授权的传记《iCon:Steve Jobs》。

### “HKmap.live”及《願榮光歸香港》上架相关争议
2019年9月21日，一位匿名的开发者向苹果App Store提出可實時顯示香港警員及警車身處位置等的應用程式“HKmap.live”的上架申请，后于9月26日被拒绝，理由与付款选项等问题有关。在解决问题后，该应用又被重新提交，然而在10月2日再次被苹果公司拒绝，理由是“其会帮助用户逃避执法，鼓勵進行違法活動”。而開發者隨後於Twitter上表示该程式“只提供資訊，並沒鼓勵市民進行違法活動”，且推出2個月並未收到任何法律投訴。其后，该程序正式被苹果批准上架。由于该程序上架时间正值反修例风波期间，因而引发巨大争议。对此，中国内地官媒《人民日报》在微博上评论指出，苹果公司的行为是“為暴徒‘導航’”。该评论还指出，香港区苹果iTunes Store还上架了一首支持香港独立的歌曲（指願榮光歸香港），认为“苹果公司的连串行动让人莫名其妙，让人不得不遐想其行事的内在逻辑”。有观察人士认为，这一评论也预示着北京对苹果公司的看法发生了变化。中华人民共和国外交部发言人耿爽在例行记者会上表示“具体情况‌‌我不了解”，同时指出“任何有良知和正义感的人，‌‌都应该对此‌‌（反修例运动）抵制和反对，‌‌而不是支持和纵容”。10月9日，苹果公司宣布“HKmap.live”应用程序下架。

### 中俄部分機構禁用iPhone传闻
截至2023年7月，俄罗斯当局已经禁止成千上万名官员和国家雇员使用iPhone等苹果产品。
2023年9月7日，《华尔街日报》表示，中国方面已经要求中央政府机构的工作人员不得在工作中使用苹果公司的手机和设备。9月8日，彭博社表示禁令还會擴大至政府支持的机构、組織及国有公司。受此消息影響，9月6日至9月8日收盤，苹果公司的股价下跌了近6%，市值蒸发了近2000亿美元。中国外交部发言人毛宁9月13日对媒体报道进行反驳称，中国尚未颁布任何禁止购买和使用苹果产品的法律、法规或政策。

### 法国禁售iPhone12因电磁波太强
法国国家频谱管理局（L'Agence Nationale des Frequences, ANFR）表示，自2023年9月13日开始，代理商便不得在法国销售iPhone 12。要求苹果自9月12日起将iPhone 12从法国市场下架，原因是测试显示，iPhone 12的人体比吸收率 (SAR) 为5.74W/kg，超出了欧盟规定的4W/kg上限。对于已售出的手机，苹果必须在最短时间内采取修正措施，让受影响的手机符合规定，否则会要求苹果全面召回。之后苹果公司对该机构的说法提出质疑，称其已向该机构提供了由该公司和独立第三方进行的多项实验室结果，表明该设备符合相关的 SAR 法规和全球标准。据法新社15日报道，为撤销禁令，苹果改口服软将更新iPhone12，苹果公司发言人在一份声明中表示，将为法国的iPhone12手机发布软件更新，以使其符合法国监管机构执行的标准，期待这款手机继续在法国销售。荷兰、比利时、西班牙、德国等欧盟多国监管机构表示关切，韩国也为此要求苹果解释有关情况。另据彭博社报道，苹果公司近日告知技术支持人员，如果接到消费者关于 iPhone 12 辐射超标的咨询，不要主动提供任何相关信息。苹果公司的员工被告知，如果消费者询问法国政府关于该机型辐射超标的说法，工作人员应该说他们没有任何信息可以分享。工作人员还应拒绝顾客退货或换货的要求，除非该手机符合苹果公司的正常退货政策。

## 个人崇拜
罗素·贝尔克认为，苹果的崇拜是种信念系统，类似于宗教，帮助信徒了解技术和世界。果粉的态度被许多人看成是“邪教似的”。
英国广播公司纪录片《超级品牌的秘密》中有一项神经学研究，当果粉观看与苹果有关的符号和图像时，大脑反应类似于宗教信徒接触宗教符号和图像。

## 媒体关系

### Think Secret
关于苹果新品信息的泄露，公司一直被指责向记者施压，以交出消息的来源，向身份不明的人士“John Does”提起诉讼，了解产品信息怎样被泄露的，在司法搜查过程中滥用法院的责罚。尤其是苹果与Think Secret的拉锯战，最终让双方探讨积极的解决方案，不再透露消息。

### Gizmodo
2010年4月，Gizmodo编辑陈以桐在加州圣马特奥陷入官司。加州计算机快速联合行动小组（负责调查硅谷地区高科技犯罪的跨县指导委员会，苹果是其成员）在他家中的办公室查获一台用以调查iPhone逆向工程的电脑。一周前，Gizmodo博客发表一篇关于iPhone产品未来的文章，解剖了陈购买的一部二手iPhone设备。Gawker Media网站公布了苹果越权取得的搜查令样本，使用不当执法手段监管专利。电子前沿基金会随即袒护Gizmodo，称1980年隐私保护法保护记者含敏感信息的手记不被警方搜获，搜查令的范围太广，包含“定位/存储在任何计算机、硬盘或存储器中的所有记录和数据，均在列表上。”

## 與其他科技公司的诉讼

### 与谷歌的诉讼案
2008年11月，苹果公司向被指控违反《数字千年版权法》的非牟利维基供应商BluWiki发出停止侵权函。苹果声称该网站关于如何让其他硬件或软件与新款iPod交互的讨论，侵犯其版权。2009年4月27日，BluWiki的经营者Odioworks在电子前沿基金会（EFF）的支持下起诉苹果，以寻求非侵权和非规避声明（官方回应指苹果公司的知识产权不受侵犯）。2009年7月8日，苹果收回侵权指控，撤回删除通知，称以后不会对iTunesDB的页面表示异议。EFF指出，尽管苹果公司收回毫无依据的法律威胁让人欣喜，但对该决议经过7个月的审查和诉讼才到来感到失望。
谷歌指控苹果、甲骨文公司、微软等公司，妄图用专利诉讼推翻Andorid，而不是拿出更好的产品和服务来创新和竞争。这起官司跟苹果针对三星的专利侵权诉讼有关，仅在2012年7月，双方在全球打了50多场官司，赔偿款高达数十亿美元。指定为第三方诉讼者的谷歌指这是苹果击败Android的另一种手段，称苹果让法官强迫谷歌交出Andorid的源代码。
2012年6月，Google+因苹果针对Android旗舰型智能手机Galaxy Nexus的禁令，而炒得沸沸扬扬。上诉法庭解除禁令，但截至2012年7月30日，禁令提出的“#BoycottApple"（联合抵制苹果）却成为Google+从未有过的增长趋势最快的标签。

### 与三星的诉讼案
2011年4月，苹果公司向法院控告三星侵犯苹果公司的商标、专利和抄袭iPhone和iPad的设计。苹果的诉讼请求除了要求侵权的经济赔偿外，也希望停止三星产品的销售。然而三星发布了反控诉，指控苹果亦对三星的无线电通信专利造成侵权。目前案件还在韩国等地法院审理中，但美國法院的第一次判決，認定三星敗訴，必須向蘋果賠償賠償10.5億美元的罚金。诉讼案中三星被判侵犯苹果全部实用新型专利和三项苹果设计专利，其中包括双击放大功能和拖屏回弹技术。美国陪审团同時还进一步裁决三星专利未被侵权，因此将不获得其所要求的4.22亿美元的赔偿。三星的股票随即下落超过7个百分点，市值缩水120亿美元。后來三星對賠償額度提出上訴，罰款被降至9.298億美元。
2012年7月，苹果公司向韩国和美国法院控告三星的S Voice侵犯了苹果公司Siri的专利。苹果要求法院禁止三星运营该应用，也要求三星赔偿侵权的经济赔偿。目前案件还在美国法院审理中，而韩国法院已经裁定苹果公司败诉，指苹果公司的控诉是不成立的，因为苹果公司并没有在世界任何的一个国家，甚至是美国真正获得Siri在智能个人助理（手机）的专利，市面上类似的应用无数不尽，例如谷歌的Google Now以及HTC的hidi。韩国法院也要求苹果公司必须代替三星缴纳所有在韩国的堂费、法庭费用和法庭税。
2015年7月1日，谷歌、臉书、戴尔、惠普等硅谷科技巨头提交了一份「法庭之友」（英語：Friend of the Court）简报，指责蘋果公司以及之前美国法院对三星侵犯苹果公司版权诉讼案所作出的判决。据「法庭之友」简报，硅谷企业认为美国法院对三星的判决簡直是荒谬至極，美國法院也將因為此事而造成荒谬的结果，並对每年在复杂的技术和组件研发上投入数十亿美元的公司造成毁灭性打击。简报还指出，现代技术十分之复杂，智能手机往往会包含许多软硬组件，当中多个组件更被用在不同的產品中，假如使用这些组件就会惹上侵权官司，將会大大阻碍创新发展。

## 環境影響的爭議

### 苹果环保史
苹果官网开设了名为“苹果的环保责任”专页，详细介绍公司的环保进展。尽管苹果公司于1976年创设，但据网页所述，苹果到1990年才开展工作。

### 中国环境污染事件
2011年10月，中国数个民间环境保护组织（公众环境研究中心、达尔文、自然之友、环友科技、南京绿石等）发表针对美国苹果公司的《苹果的另一面》报告，其指出了苹果公司在中国的供应链中所造成的环境污染问题，随后引起了公众和新闻媒体的关注，官方媒体中国中央电视台也报道了此次事件，并派其记者实地考察。据央视的报道，此次事件涉及了分布在中国各个地区的代理生产厂家。较严重的厂家武汉名幸，周边的南太子湖因为此厂的存在而受到严重的水体污染，并检测出重金属超标。但此次事件是否会影响苹果公司在中国的业绩和产品销售，还尚不清楚。
公众环境研究中心在2011年11月赴美国与苹果公司展开第一轮谈判。

### 绿色和平的批评
绿色和平指责苹果产品对环境不友好。2007年，该组织的一篇文章，指出已在iPhone上发现邻苯二甲酸盐乙烯（PVC）塑料和含溴化合物等有害物质。不仅如此，该组织2004年的另一篇文章称苹果在产品中拒绝逐步淘汰有毒化学物质，认为索尼清除了电视中的毒素，三星、诺基亚和彪马宣布逐步淘汰有毒化学物质，就是苹果没有作为。
出于绿色和平的关注度，他们在2006年发布了一份排名指南，在“走向绿色”过程中改进政策和做法。2006年9月，绿色和平接触果粉和消费者，试图引起乔布斯的关注。该网站的标题是“我爱我的Mac，我只希望它能怀抱绿色。”他们称该运动，命名为“绿化我的苹果”。最终活动大获成功，2007年，乔布斯谈及公司变得更环保的愿景。
2012年11月，绿色和平为各大公司在发展中产品走向更环保和对废物的处理，创建排行榜。苹果排名升至第六位（共16位），紧随戴尔之后，位列榜首的是WIPRO，RIM垫底。苹果的排名是缺乏温室气体排放报告、对清洁能源的倡导和有毒化学品管理的详细信息所导致的。尽管苹果在废弃物标准上失分，但苹果的全球回收70%的目标超额完成。2010年，绿色和平认为，该公司可以考虑设定将可再生能源使用计划延长至2020年这一雄心勃勃的目标，来提升得分。苹果并未计划淘汰产品中的锑和铍，但总体上看，产品标准得分很高。例如，MacBook Pro因易于回收而著称。
自2006年以来，苹果在环保策略和产品上一直在进步。2013年，苹果表示已为每台苹果设备取得源自可再生能源的电力。奥斯汀、黄柏、慕尼黑和库比蒂诺的无限循环学区的设备已实现这一目标。目前，全世界75%的苹果设备用上可再生能源。

### 环境破坏索赔
2006年，苹果公司宣布台式电脑eMac和无线接入点AirPort因不符合欧盟《危害性物质限制指令》，停止向欧洲发货。
2007年，苹果董事会建议股东投票反对采取更严格环保条款的建议，如消除有毒化学物质的持续性和生物蓄积性，审核聚氯乙烯（PVC）和溴化阻燃剂（BFRs）等被淘汰的有毒化学物质，采取更强大的电子垃圾回收利用计划。
2011年4月21日，绿色和平组织发布的报告，指出数据中心消耗的电力占全球的2%，预计该项数额将增至。该组织的菲尔·雷德福称：“我们关注的是用电引起的爆炸将我们锁在过去，现在的可再生清洁能源被污染的能源取代。”2012年4月17日，绿色和平向苹果发出抗议后，该公司发布声明，承诺不再用煤炭，数据中心转用100%的可再生能源，其75%的电力由可再生能源供给。
2011年，北京环保团体公众与环境研究中心单方面指责苹果的中国供应商，向周边社区排放污染废物和有毒金属，威胁公众健康。
2012年6月，因不符合电子产品环境评估工具的绿色认证等级，苹果撤回该组织全球登记库的生产线。旧金山环保局随后通知该组织，苹果电脑不符合城市资金申购，产品线被追回。

## 被指勾结国安局
2013年6月，《卫报》和《华盛顿邮报》泄露的美国国家安全局的文件中把苹果公司列入棱镜计划的企业名单，授权政府不用搜查令秘密访问非美国公民的数据。遭泄密后，政府官员承认计划的存在。遭泄的文件之处，国安局可直接访问这些公司的服务，透过该计划所搜集数据的数量在逐年增长。苹果否认了解该计划。
2023年3月，俄羅斯政府以西方情報機構會竊取俄方機密資訊為由要求內政官員停止使用iPhone。

## 逃税
|          | 2011  | 2010  | 2009 | 总计  |
| -------- | ----- | ----- | ---- | ----- |
| 税前所得 | 22    | 12    | 4    | 38    |
| 全球税款 | 10    | 7     | 4    | 21    |
| 税率     | 0.05% | 0.06% | 0.1% | 0.06% |

1980年代末，苹果掌握着“双爱尔兰夹荷兰三明治”的会计技术，借助将资金转移到爱尔兰子公司、荷兰和加勒比海的手段，以减少税收。2004年，由于公司的申请，爱尔兰这个人口不到500万的国家，掌管着苹果公司三分之一的全球营收。1990年代，苹果掌门人罗伯特·普默称该战略“在欧洲难以保密”。这种战略有助于苹果的国际税收去年3.2%的国外利润，根据公司的企业申报，2010年该数据一度跌至2.2%和过去五年的个位数。
根据参议院2013年5月得出的境外税收结构报告，借助全球非同寻常的税收布局，苹果公司的爱尔兰子公司已持有数十亿美元的利润，却很少甚至不向任何政府缴税。主要的子公司掌管全欧苹果零售店的控股业务，过去五年没有缴纳过企业所得税。报告指出，苹果公司已利用爱尔兰和美国税务居住地的差异。
报告得出的结论有：
1. 苹果公司几乎所有的海外业务，由爱尔兰的空壳公司运营
2. 苹果在爱尔兰支付2%或更低的企业所得税
3. 2009年-2011年间，国际业务占苹果公司全球纯利的30%，没有在任何地方缴税。
4. 苹果在美国的利润也被留在爱尔兰
5. 苹果在“海外”的1020亿资产大部分留在美国银行
6. “按章照抄”能让整个公司消失
7. 估计苹果的税款会得出可怕的结果

2013年5月21日，苹果公司首席执行官蒂姆·库克在参议院听证会上，为公司的税务策略辩护。
2024年9月10日，欧洲法院裁定，蘋果公司须补交130亿欧元税金。

## 丹尼絲·楊·史密斯離職事件
2017年11月，蘋果首屆「多樣性與包容」部門的副總裁——丹尼絲·楊·史密斯（Denise Young Smith）宣布離職。由於丹尼絲稍早前曾針對蘋果公司的多樣性發表言論「即便房間裡有12個金髮碧眼的白人，他們也是多樣化，因為他們可以為談話帶來不同的人生經歷和視角。」。
然而丹尼絲卻因為其使用例子發布道歉。雖然丹尼絲之前就為離職一事猶豫不決，但此番道歉促使他決心離職。

## 中国区App Store未及时处理违法信息评论事件
2019年4月，新浪科技报道称苹果中国区App Store，其每个类别位居前十的应用程序均存在用户评论内容涉及违法信息的问题，用户向苹果反馈后均会受到回复，但内容均为“已经了解到您的问题”之类的标准回答。然而，中国政法大学知识产权研究中心特约研究员李俊慧认为，苹果的相关行为已经涉嫌违反《中华人民共和国网络安全法》、《互联网跟帖评论服务管理规定》，也有业内人士认为苹果缺乏审核机制。

## 中国大陆用户接收iMessage博彩相关短信争议
在中国大陆，一些使用iMessage的用户会接收到多条涉及博彩的短信，通过短信，用户可通过赌博网站、应用程序参与在线赌博。根据《中国青年报》于2018年7月的报道，一些中国大陆的公司或者个人通过iMessage以群发短信的方式发布广告牟利。而发布涉赌内容的广告则违反《中华人民共和国广告法》，一经查实，可由市场监督管理部门责令停止发布，对广告经营者、广告发布者，由市场监督管理部门处罚。对广告投放者，投放达一定数量，将按开设赌场罪论处。虽然苹果公司设有专用的举报邮箱，但其措施效果并不明显。

## 向騰訊傳送用戶資訊
2019年10月10日，網路上傳出蘋果公司預裝於自家電子產品的Safari瀏覽器中的「詐騙網站警告」功能會將使用者IP傳送給中國網路公司騰訊。
10月15日，蘋果公司向媒體發布聲明表示「設定為中國地區的使用者才會接收騰訊的詐騙網站清單」、「你訪問的真實網址絕不會分享給安全瀏覽供應商（即騰訊或Google）」。約翰霍普金斯大學教授、密碼學家格連（Matthew Green）撰文分析，Google使用的方法在大多數時候不會獲得用戶IP位址或正在訪問的網址，但少數情況下仍有可能。格連同時表示這不代表騰訊採用同樣做法。香港互聯網協會委員朱家昌稱騰訊採用同種方法，並據此認為騰訊無法接收使用者隱私資訊，呼籲「防詐騙功能遠遠利多於弊」。

## 官网客服形象争议
iPhone 15系列机型发售后一段时间，有网友在苹果官网Apple Watch Specialist专家一对一选购页面看到其中一位女客服的形象眼睛小且梳辫子，此事引发中国内地部分网友乃至业界人士持续争论并酿成辱华的舆论风波，此后苹果客服回应称此人为印第安裔，却未能止住舆论风波。此外，中国著名记者胡锡进也称目前中美关系紧张，尽量不要出现令中国人误解的内容，并呼吁不应放任自己的敏感且要让理性的态度占上风，不要乱扣帽子

## 其他訴訟
2022年8月16日，苹果公司因為在員工下班时搜員工的包但没有給員工报酬而将向加州员工支付3050万美元赔偿，而且苹果公司已停止要求员工打卡等待搜查物品的做法。

## 外部連結
維基新聞相關報導：學生童工遭虐待